# 呼和浩特八景
呼和浩特八景是中国内蒙古呼和浩特地区在清代末期（当时叫归绥）的八个著名景点：
1. 青冢拥黛：呼和浩特市城南9公里的昭君墓

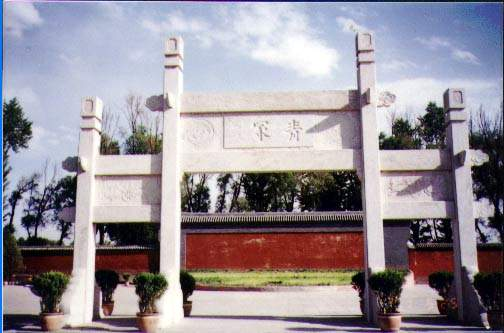
青冢入口

2. 白塔耸光：呼和浩特市城东郊18公里的万部华严经塔，俗称“白塔”
3. 虎头瀑布：呼和浩特市正北15公里处的小井乡塔坝村南虎头山东坡的瀑布，知名度极低
4. 牛角旋风：位于乌素图国家森林公园水磨沟旅游区，知名度极低
5. 柳城荫绿：今天中山路（中山东路、中山西路）两旁的柳树林荫道，1970年代柳树被挖走。
6. 杏坞番红（红杏遗村）：乌素图召，郊区的藏傳佛教建筑
7. 沙溪春涨：位于回民区的西河，知名度极低
8. 石桥绕月：位于回民区的西河，被洪水将其冲垮，2005年修了座和以前一模一样的（庆凯桥）

近年来，有人重新评选“新呼和浩特八景”：
1. 大窑怀古：旧石器时代大窑文化的大窑文化遗址

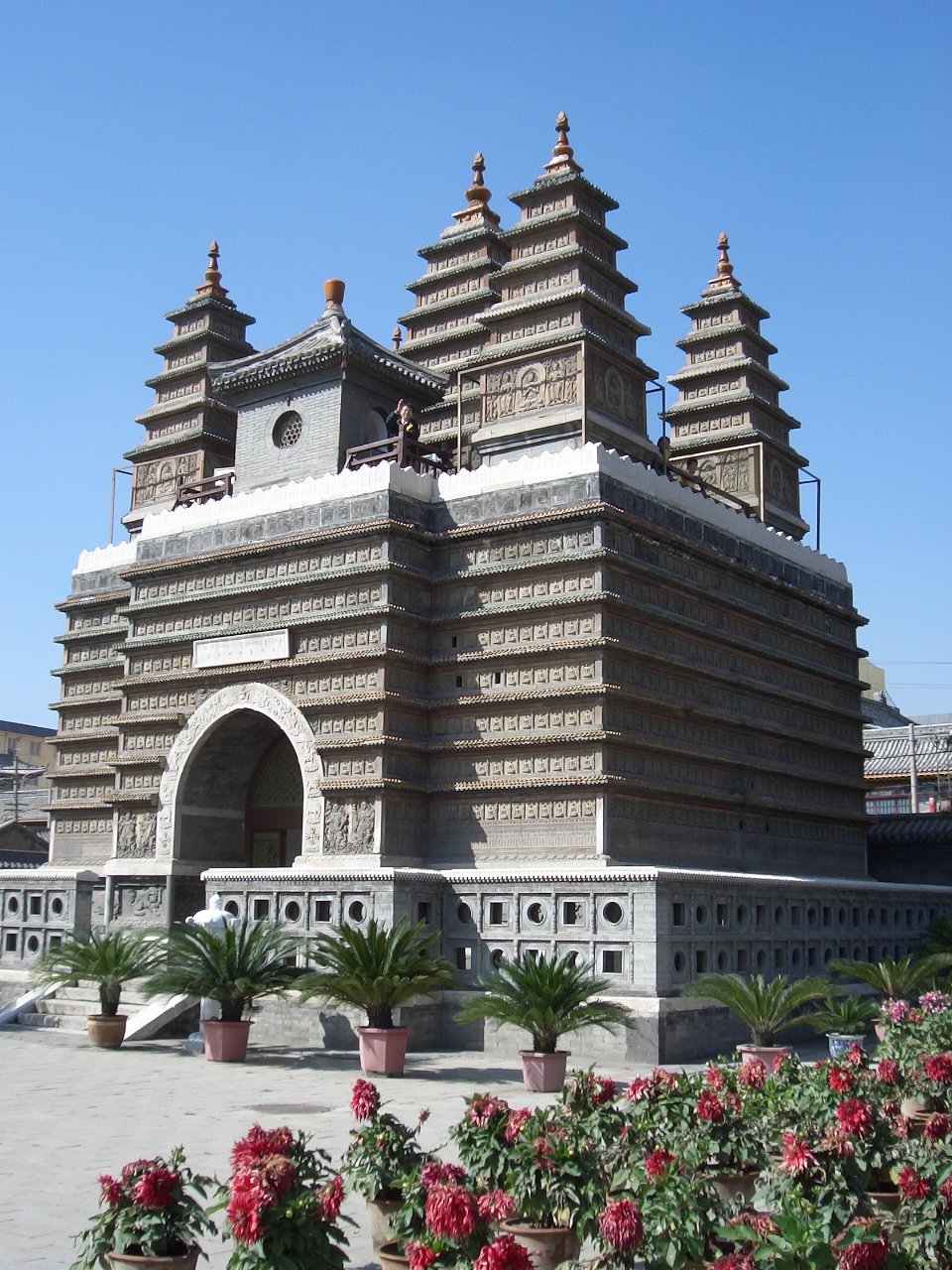
五塔寺

2. 银佛映泉：大召（内有银制释迦牟尼塑像）、席力图召、玉泉井，玉泉区的藏傳佛教建筑
3. 石刻天图：慈灯寺塔（五塔寺）的石刻天文图
4. 新月在望：呼和浩特清真大寺，伊斯兰教建筑
5. 洞天聆涛：呼和浩特西34公里处的喇嘛洞召（广化寺），土默特地区藏傳佛教发样地之一
6. 哈素秋色：呼和浩特市西70公里的人工湖泊哈素海
7. 广场华灯：市中心新华广场及周围建筑群
8. 骏马腾飞：内蒙古博物馆（上有奔马雕塑）及街心公园